# هالي هدسون
هالي هدسون (بالإنجليزية: Haley Hudson)‏ مواليد 14 يونيو 1986 في شيكاغو، إلينوي، الولايات المتحدة، هي ممثلة أمريكية بدأت مسيرتها الفنية عام 2003.

## الأعمال

### أفلام
- الجمعة العجيبة
- ويدز
- المبيد: سجلات سارا كونورز
- ويدز
- شبح هامس

## وصلات خارجية
- هالي هدسون على موقع IMDb (الإنجليزية)
- هالي هدسون على موقع ألو سيني (الفرنسية)
- هالي هدسون على موقع أول موفي (الإنجليزية)
- هالي هدسون على موقع قاعدة بيانات الأفلام السويدية (السويدية)
- هالي هدسون على موقع قاعدة بيانات الفيلم (الإنجليزية)
- هالي هدسون على موقع كينوبويسك (الروسية)